# Cá nhám cưa mũi ngắn
Cá nhám cưa mũi ngắn (danh pháp hai phần: Pristiophorus nudipinnis) là một loài cá nhám cưa trong họ Pristiophoridae. Loài này được tìm thấy ở bờ biển đông Úc ở độ sâu từ 37-165 mét. Chiếc mũi ngắn của nó dài đến 1,2 m. Chúng đẻ trứng với con non mới nở dài khoảng 25 cm.